# Wygoda (powiat chełmski)
Wygoda – kolonia w Polsce położona w województwie lubelskim, w powiecie chełmskim, w gminie Wierzbica.
W latach 1975–1998 miejscowość należała administracyjnie do województwa chełmskiego.

## Historia
Wygoda w wieku XIX to folwark w powiecie chełmskim, gminie Olchowiec, parafii Tarnów, odległa 24 wiorsty od Chełma. 
Folwark Wygoda został w r. 1871 oddzielony od dóbr Tarnów.